# Nemotelus centralis
Nemotelus centralis är en tvåvingeart som beskrevs av Paul E. Hanson 1958. Nemotelus centralis ingår i släktet Nemotelus och familjen vapenflugor. Inga underarter finns listade i Catalogue of Life.